# Korzenica (Basses-Carpates)
Pour l’article homonyme, voir Korzenica (Łódź).
Korzenica est une localité polonaise de la gmina de Laszki, située dans le powiat de Jarosław en voïvodie des Basses-Carpates.